# Charlie Weber
Charlie Weber est un acteur américain, né le 20 septembre 1978 à Jefferson City (Missouri) aux États-Unis.

## Biographie
Charlie Weber (né Charles Alan Weber Jr) voit le jour à Jefferson City, dans le Missouri. Il abandonne l'université après une année seulement et part s'installer à New York à l'âge de 19 ans. Il apparaît en tant que mannequin, dans le catalogue de Noël 1998 de la marque Abercrombie & Fitch lors de la grande phase de modification initiée par Bruce Weber.
Il fait ses débuts dans le film Le Club des cœurs brisés en 2000. La même année, il est repéré et engagé pour tenir le rôle récurrent de Ben dans Buffy contre les vampires.
Depuis 2014 il est présent dans la série de Shonda Rhimes et Peter Nowalk : How To Get Away With Murder.

## Vie privée
Charlie Weber a été marié pendant 9 mois à sa compagne Giselle. Après leurs fiançailles en février 2014, ils se marient en secret au Mexique en avril 2015 et finissent par divorcer en février de l'année suivante. Il est le père d'une fille née en 2006 d'une précédente union.
En 2017, il annonce qu'il est en couple avec Liza Weil, alias Bonnie Winterbottom, sa partenaire dans Murder. Ils réussissent à garder cette relation secrète pendant un an mais elle est révélée en juin 2017. Le couple se sépare début 2019.

## Filmographie

### Télévision
- 2000 : Le Club des cœurs brisés : le newbie
- 2000 : Le Drew Carey Show : Brad
- 2000 - 2001 : Buffy contre les vampires : Ben
- 2001 : Charmed : Le Prince
- 2003 - 2004 : Everwood : Jay
- 2006 : Les Experts : Manhattan : Damon
- 2006 : Veronica Mars : Glen
- 2007 : Les Experts : Miami : Lou Pennington
- 2007 : Les Experts : Corey Archfield
- 2008 : Dirt : Ian
- 2009 : Le diable et moi : Xavier
- 2011 : Dr House : Damien
- 2011 : Burn Notice : Jacob Starky
- 2011 : Georgia dans tous ses états : Jeb
- 2011 : Bones : Nolan
- 2012 : Femmes fatales : Ace
- 2012 : Underemployed : Todd
- 2012 : Mentalist : Fletcher Moss (Saison 5 épisode 4)
- 2013 : 90210 Beverly Hills : Nouvelle Génération : Mark Reeves
- 2013 : Warehouse 13 : Liam Napier
- 2014 - 2020 : Murder : Frank Delfino (90 épisodes)

### Cinéma
- 2002 : Dead Above Ground : Dillon Johnson
- 2003 : Gacy : Tom Kovacs
- 2003 : The Kiss : Zig
- 2004 : Sexe Intentions 3 : Brett Patterson
- 2010 : Mords-moi sans hésitation : Jack
- 2016 : Jarhead 3 : The Siege : Evan Albright
- 2020 : After : Chapitre 2 : Christian Vance
- 2021 : Panama de Mark Neveldine : Hank Burns

### Courts métrages
- 2000 : Warmth